# La Muse française
Pour les articles homonymes, voir Muse.
La Muse française est un périodique mensuel paru de juillet 1823 à juin 1824.

## Historique
Organe officiel du mouvement romantique, la première idée de cette publication, éditée d’abord par Auguste Boulland, puis par son successeur Ambroise Tardieu, au début de l’année 1823, revient sans doute à Émile Deschamps.
La Muse française eut pour fondateurs : Alexandre Soumet, Alexandre Guiraud, deux poètes de transition entre le classique et le romantique, puis Victor Hugo, Alfred de Vigny, Saint-Valry, Desjardins, grand et original critique, mort presque aussitôt, et Émile Deschamps… À ces fondateurs se joignirent bien vite, comme collaborateurs : Charles Nodier, Jules Lefèvre, Louis Belmontet, Pichald, Chênedollé, Charles Brifaut, Pierre Baour-Lormian, Ancelot, Théobald Wash, Antoine-Jean Cassé de Saint-Prosper, Gaspard de Pons, etc. et enfin Sophie Gay, Delphine Gay, sa fille, Marceline Desbordes-Valmore, Amable Tastu, Dufrénoy, Hortense Céré-Barbé, etc. 

## Contexte
Une fois Le Conservateur littéraire disparu, le groupe de la rue Saint-Florentin n’avait plus d’organe à sa disposition. Aux Annales de la Littérature et des Arts, il se heurtait à des positions déjà établies. Les autres revues royalistes n’avaient pas les mêmes goûts littéraires. Soumet, Guiraud, étaient tout disposés à donner à Deschamps l'appui de leur talent et de leur nom. À l’en croire, Victor Hugo résista d’abord aux sollicitations et ne céda que par amitié. Ses amis, Vigny, Saint-Valry, G. Desjardins, se joignirent aux premiers. C’était en somme l’élite du salon d’Émile Deschamps.

Également sollicité par ce dernier, Lamartine accepta de donner les mille francs que chaque fondateur devait verser, mais il refusa nettement non seulement sa collaboration, mais même l’appui de son nom :

« Si cela ne vous répugne pas trop, écrivait-il à Victor Hugo le 8 juin 1823, voilà ce que je vous propose et vous prie, en ami, d’accepter. Entrez comme fondateur, et moi qui ne puis y mettre ni nom ni esprit, j’y mettrai bien volontiers les mille francs convenus. Cela restera entre nous deux vous me les rendrez quand ils seront couverts et au-delà par les bénéfices de l’ouvrage. Vous concilierez ainsi toute convenance et vous resterez à portée d’utiliser pour l’avenir les avantages peut-être considérables qui résulteront de l’entreprise. Songez que nous sommes des frères en poésie, en doctrine, en religion, et, j’espère, en sentiments. Ce serait d’un mauvais cœur de refuser. »

Henri de Latouche non plus n’en fut pas, malgré son amitié pour Deschamps. Ses opinions politiques l’écartaient sans doute d’une revue royaliste, dont l’une des premières livraisons contenait en frontispice une gravure représentant le Génie du mal, celui de la Révolution précipité du haut des cieux, et Mars et Apollon vengeurs soutenant un écu aux fleurs de lys, brisé en deux morceaux, avec cette devise sur une banderole Restituta videbunt. Le 12 octobre, Deschamps écrivit à Saint-Valry « Décidément nous ne mettrons pas dans la revue les vers de Latouche. C’est une chose convenue avec Victor. »
Le Mercure du XIXe siècle surtout combattit la Muse française, qui cessa de paraitre après 12 livraisons.

## Sources
- Notices d'autorité :   - BnF (données)
- Jules Marsan, La Muse française, 1823-1824, Paris, E. Cornély, 1907-1909, L-352 ; I-350, 2 vol. in-16 (lire en ligne), v.